# 스페이스 간담V
스페이스 간담V는 우뢰매 시리즈 감독으로 유명한 김청기 감독의 작품으로 초시공요새 마크로스와 비슷한 외형의 로봇으로 인해 표절논란이 있었다. 김청기 감독은 훗날 자신이 이 작품을 만든것에 대한 후회를 나타내기도 하였다.